# Lagăr de muncă
Un lagăr de muncă este un tip de penitenciar, unde condamnații își ispășesc pedepsele prin muncă corecțională. Lagărele de muncă au numeroase trăsături comune cu sclavia și cu închisorile. Condițiile de viața în lagărele de muncă variază foarte mult în funcție de stăpânii respectivului stabiliment. 
Pe durata stalinismului, lagărele de muncă din Uniunea Sovietică purtau numele oficial de „lagăre de muncă corecțională”. Existau și „colonii de muncă corecțională”, acestea fiind destinate  condamnaților care aveau de ispășit pedepse mai ușoare.  

## Lagărele de muncă cele mai cunoscute
- În Imperiul Rus funcționa un sistem de lagăre de muncă obligatorie numite katorga, aflate în zonele îndepărtate ale Siberiei, parte a sistemului penitenciar obișnuit. Condițiile din acele lagăre erau grele, nefiind totuși comparabile cu condițiile din lagărele staliniste.

- Guvernele sovietice au preluat sistemul katorga și l-au dezvoltat la o scară nemaivăzută, organizând în cele din urmă agenția GULAG-ului pentru a conduce lagărele. Aceste lagăre erau vestite pentru condițiile de viață extrem de dure, șansele de supraviețuire ale unui nou venit erau de sub 20% într-unele dintre ele. În timpul și după Marea Epurare, lagărele din Gulag au găzduit milioane de condamnați. Stalin a folosit lagărele atât ca sursă de forță de muncă ieftină, dar și pentru exterminarea indezirabililor. În 1954, la un an după moartea lui Stalin, noul guvern sovietic condus de Nikita Hrușciov a început să elibereze prizonierii politici și să închidă lagărele. Până la sfârșitul deceniului, practic toate „lagărele de muncă corecțională” au fost închise. În mod oficial, GULAG-ul a fost desființat de Ordinul nr. 20 al MVD din 25 ianuarie 1960. De fapt, lagărele de muncă mai există și în ziua de azi în Rusia. Unul dintre cei mai cunoscuți prizonieri este Mihail Hodorkovski, fostul om de afaceri și proprietar al Yukos.

- La începutul  secolului al XX-lea, Imperiul Japonez a folosit munca forțată a milioane de civili din țările pe care le-a cucerit, precum și a prizonierilor de război, în special în timpul celui de-al doilea război chino-japonez și în războiul din Pacific în proiecte precum a fost calea ferată a morții. Sute de mii de oameni au murit ca urmare a epuizării, malnutriției, diverselor boli și violenței, care erau lucruri obișnuite  în aceste lagăre.

- Naziștii s-au folosit de numeroase lagăre de concentrare de o brutalitate nemaîntâlnită, care asigurau forță de muncă gratuită pentru industrie și pentru alte scopuri, pe durata celui de-al doilea război mondial. Au fost mai multe categorii de Arbeitslager, pentru diferite categorii de prizonieri.

Un exemplu foarte important este complexul de lagăre de muncă  Mittelbau-Dora unde se produceau  rachetele V-2.
- Partidul Comunist Chinez a folosit mai multe lagăre de concentrare pentru unele tipuri de crime. Mulți lideri ai Chinei au fost închiși în lagăre de muncă după diverse epurări. Printre aceștia  s-au numărat și Deng Xiaoping și Liu Shaoqi. Totuși, condițiile din lagărele chinezești s-au îmbunătățit mult și au devenit mai suportabile odată cu trecerea timpului. Prizonierii participă la forme de reabilitare.

- Khmerii Roșii au condus lagăre de muncă în Cambodgia după ce au cucerit puterea, având ca scop declarat „reabilitarea” clasei burgheziei,  clasă pe care o defineau extrem de vag și foarte cuprinzător.

- În România comunistă, lagărele de muncă au fost folosite pentru construirea unor proiecte precum Canalul Dunăre-Marea Neagră și desecarea Insulei Mari a Brăilei, locuri în care dușmanii regimului erau  „reeducați” prin muncă forțată. Mulți dintre cei care au participat la aceste proiecte nu au supraviețuit.

- În Ungaria, cel mai mare lagăr de muncă forțată din perioada comunistă a fost la Recsk (hu), care a funcționat între anii 1950-1953.[1][2] De asemenea, în perioada celui de-al doilea război mondial, a mai existat un lagăr în apropierea orașului Losoncz.[3]